# Messier 49
Messier 49 (M49 ili NGC 4472) je eliptična galaksija u zviježđu Djevica. M49 je ujedno i prvi član skupa Djevice koji je otkrio Charles Messier. 

## Svojstva
M49 je jedna od najsjajnijih galaktika u skupu Virgo. Njen prividni sjaj je magnitude + 8,4, a apsolutni sjaj magnitude - 22,8. M49 pripada u divovske eliptične galaktike (zajedno s Messier 60 i Messier 87). 
Njene prividne dimenzije su 9 x 7,5 lučnih minuta. Na udaljenosti od 53 000 000 svjetlosnih godina to odgovara dužini duže osi od 140.000 svjetlosnih godina. Njene stvarne dimenzije su nepoznate jer astronomi ne vznaju stvaran položaj osi elipsoida. Prije se vjerovalo da je masa M49 veća od mase M87 ali novija istraživanja su otkrila da M49 ima manji broj zvijezda od M87, a time i masu. Ukupna spektralna klasa ove galaktike je G7, a indeks boje je + 0,76. Fotografije duže izloženosti otkrivaju galaktički halo od 6300 +/- 1900 kuglastih skupova. Broj kuglastih skupova je znatno manji nego kod M87 ali približno jednak M60.
Jedna je od najsvjetlijih galaktika u skupu Djevici.
U ovoj je galaktici otkrivena supernova SN 1969Q 1969. godine.
Istraživanja Hubbleovim teleskopom pokazala su da u jezgri galaktike postoji kandidat za supermasivnu crnu rupu.

## Amaterska promatranja
M49 je lako uočiti u teleskopima promjera promjera objektiva od 80 mm i naviše. Veći teleskopi neće otkriti više detalja već će samo posvijetliti objekt. Razlog tome je jednolika građa eliptičnih galaksija. U 200 mm-skom teleskopu M49 izgleda kao kuglasti skup u malom teleskopu ili dalekozoru. Galaksija ima sjajno središte koje blijedi prema rubovima. Galaksija je kroz 200 mm-ski teleskop u prosječnim uvjetima okrugla. Oko 2' zapadno od središta galaktike nalazi se zvijezda magnitude + 11.

## Vanjske poveznice
- (engl.) SEDS: NGC 4472
- (engl.) Revidirani Novi opći katalog
- (engl.) Izvangalaktička baza podataka NASA-e i IPAC-a
- (engl.) Astronomska baza podataka SIMBAD
- (engl.) VizieR

- Skica M49